# Dolní Bezděkov
Dolní Bezděkov là một làng thuộc huyện Chrudim, vùng Pardubický, Cộng hòa Séc.